# Fred Gérard
Fred Gérard, né Georges Monnin le 18 mars 1924 à Besançon et mort le 26 décembre 2012 à Ivry-sur-Seine, est un trompettiste français de jazz, également compositeur et enseignant.

## Biographie
Fred Gérard fut avec Robert Fassin, le plus précis et respecté des premiers trompettes de big band. Ainsi, il a contribué à l’efficacité en swing des orchestres d’Alix Combelle (1948-49, 1953), Jacques Hélian (1949-51), Aimé Barelli (1951), Django Reinhardt, Noël Chiboust, Hubert Rostaing (1953), Christian Chevallier (1955-59), André Persiani (1955-58), Claude Bolling (1956-57), Michel Legrand (1956-57), Martial Solal (1956-58), Geo Daly, Lucky Thompson, Michel de Villers, Harry Belafonte (1959), Judy Garland (1960), Pierre Michelot (1963), Dany Doriz (1966), Paris Jazz All Stars (1966), Jean-Claude Naude (1967), Sonny Grey (1970), Slide Hampton (1970), Claude Luter (1972), etc.
Excellent soliste de jazz mainstream, Fred Gérard était aussi un très bon arrangeur et compositeur. Jazzman dans l’âme, il suscitait néanmoins l’admiration et le respect de virtuoses classiques tels Roger Delmotte, Maurice André ou Timofei Dokchitser. De son côté, il estimait que les plus belles sonorités de trompette qu’il ait entendu étaient celles de Raymond Sabarich (dont il fut l’élève), Aimé Barelli et Louis Armstrong. Il s’inspirait de Louis Armstrong, Jonah Jones, Roy Eldridge, Charlie Shavers et il avait une connaissance encyclopédique de la trompette jazz.